# علی ثمری
علی ثمری (زادهٔ ۱۷ دی ۱۳۷۱ در تهران) ورزشکار دو و میدانی در مادهٔ پرتاب وزنه و ایرانی  است.

## افتخارات
- نشان طلای مسابقات قهرمانی آسیا (بوبانسور، هند، ۲۰۱۷).[۱]
- مقام چهارم بازی‌های همبستگی کشورهای اسلامی (۲۰۱۶).
- نشان طلای مسابقات قهرمانی ساحلی آسیا (دانانگ، ویتنام، ۲۰۱۷).